# Тин Ујевић
Аугустин Тин Ујевић (Вргорац, 5. јул 1891 — Загреб, 12. новембар 1955) био је југословенски и хрватски пјесник и преводилац. Неколико својих збирки песама објавио је на ћирилици, екавици и српском језику, у Београду. Послератна издања његових песама прерађена су на ијекавицу.

## Биографија
Аугустин Тин Ујевић је рођен у лето 1891. године у Вргорцу, у Далмацији. Прва три разреда основне школе је похађао у Имотском, а четврти завршио у Макарској. Између 1902-1909. године живи у Сплиту у "надбискупском сјеменишту" и стиче средњошколско образовање. Матурирао је 1909. године у сплитској класичној гимназији са одличним успехом, али одбија да се "зареди". Студирао је затим хрватски језик и књижевност, класичну филологију, естетику и филозофију на Филозофском факултету у Загребу. Током студија ушао је у Матошев књижевни круг, али се 1911. године због неслагања, од њега опростио. Наводно је студирао и на Филозофском факултету у Београду. Као поборник југословенске идеје боравио је у Београду 1912. године, због чега је по повратку у Загреб био осуђен на десет година "изгона". Повод је био Јукићев покушај атентата у Загребу, о којем је имао појма његов познаник Ујевић. Зато је 1913. године као емигрант доспео у Париз, где се песнички формирао и ствара. Године 1914. његових десет песама је ушло у загребачку "Хрватску младу лирику". Био је једно време активан учесник у Југословенском одбору у Француској.
По повратку у сада нову државу, дуже се настанио у Београду, за који ће остати везан до 1929. године; мада са противречним утисцима. Ту наилази на круг великих пријатеља и поштовалаца али и на непријатељство, попут књижевника окупљених око часописа "Зенит". Од 1921. године потписује се у својим радовима са псеудонимом Тин. У београдском књижевном миљеу објавио је две књиге збирке песама: "Лелек себра" (1920) и "Колајна" (1926). Води боемски начин живота, борави по кафанама на Скадарлији и у "Москви", дружи се српским писцима сличног уметничког сензибилитета (као што је Тоша Манојловић), будући исувише неконвенционалан провоцира "чуваре пристојности и друштвеног морала". Тин је 1925. године протеран из Београда и стражарно спроведен личким возом у родно место. Било је то након серије провала у београдске дућане, за које су њега без основа оптужили. Како се није има где сместити у Вргорцу, јер више није ту имао кућу, поштоваоци из Сплита су тражили од власти да буде смештен код њих. Седам година провео је у Сарајеву (1930-1937), где сазрева као песник. Завичајни Сплит је његово ново-старо одредиште. Пред Други светски рат доселио се марта 1940. године, из Сплита у Загреб, на позив (и о трошку) тамошњих пријатеља, да се ту дефинитивно настани.

## Стваралаштво
Овај, у међуратном књижевном периоду, истакнути и особени песник, рођен је у Вргорцу, недалеко од Имотског. Филозофију је студирао у Загребу, Београду и Паризу. У књижевности се јавио оригиналним и надахнутим стиховима пред Први светски рат, али најплоднији период његовог књижевног рада пада у раздобље између два светска рата. Још 1911. године његове песме су ушле у "Српско-хрватски алманах", који је у Београду уредио Милан Ћурчин. Оригиналан таленат, снажан и плодан стваралац, он је својим присуством у међуратној књижевности живо утицао на њен ток и развој. Надовезујући се на Матоша, који му је у много чему био узор и учитељ, Ујевић се брзо развио у потпуно оригиналног књижевног ствараоца – песника, критичара, есејисту и фељтонисту. Добар зналац више страних језика, песник снажног сензибилитета и префињеног укуса, он је са строгошћу и савесношћу вршио избор из страних књижевности и из њих преводио (М. Пруст, Рембо, По, Мередит, Конрад и др.).
Свакидашња јадиковка је први пут била објављена у крфском Забавнику 1917. године, написана је за време песниковог боравка у Паризу. После тога је била прештампана у књизи Лелек себра (Београд, 1920). Две Тинове најбоље збирке песама Лелек себра и Колајна (Београд 1926) објављене су на екавици. У издањима песама Тина Ујевића после Другог светског рата све те песме штампане су ијекавицом.
У годинама пред Први светски рат млади Ујевић је био и политички врло активан у редовима револуционарне омладине, која је у то време била изразито југословенски оријентисана. Зато су Ујевићеве литературне преокупације у том времену носиле у себи печат његовог прогресивног национализма, чији је израз, поред осталог, било и његово студирање у Београду.
Ујевић се, након правашке хрватске фазе, загрејао уочи Првог светског рата за југословенску идеологију која је онда доминирала у круговима бунтовне младежи. Но, у току самога рата, који је провео у Француској, Ујевић доживљава неку врсту слома, узрокованог највероватније несрећом у љубави (тој је теми цео живот приступао трубадурски идеализовано) помешаном с нервном пренапрегнутошћу и халуцинаторним стањима. Одрекао се политичке активности и уопште било каквих друштвених и националних акција, те је опоравак тражио у источњачкој филозофији - пре свега у монизму Упанишада и ведантинском поимању универзума као недељиве одуховљене целине; схватање блиско америчком песнику Волту Витмену, којег је Ујевић преводио и који је, уз француске симболисте као што су Нервал, Шарл Бодлер и Артур Рембо, на њега извршио снажан утицај, понајвише у подручју пантеистичке духовности и слављења екстатичког јединства са космосом. Између два рата Ујевић је боемски живео у Београду, Сарајеву, Сплиту, Мостару, Имотском, да би се уочи Другог светског рата коначно скрасио у Загребу, где је остао до смрти 1955.
Међутим, ужас Првог светског рата, горка „сазнања о интригама политичке емиграције у Лондону и Паризу“, која се и у тренуцима најтежих народних искушења борила око будућих политичких позиција, као и хаотичне политичке и социјалне прилике у тек створеној краљевини – све се то болно коснуло осетљивог песничког срца. Зато се он у поратним годинама резигнирано, али и са револтом, предавао боемском животу, али је и тада, као и касније, увек успевао да сачува живу песничку радозналост за све што се збива у човеку и животу, а с њом и храброст да о свему говори и суди искрено и отворено. На рушевинама својих младићких идеала, сагорелих на згариштима рата и живота, млади Ујевић није могао да сагледа сигурно и чврсто упориште, па кад је у тим годинама изјавио да је комуниста – то је био само израз његовог револта и пркоса. У ствари, Ујевић је до краја живота остао резигниран и разочаран, и као човек и као песник. Драму свог живота и тематско извориште своје чудесне поезије Ујевић је најпотпуније изразио у збирци „Колајна“:
С раном у том срцу, тамну и дубоку,
С тајном у том трудну и проклету бићу,
Са звијездом на челу, са искром у оку
Гази стазом варке, мртви Ујевићу.
Његове душевне ране имале су корен још у успоменама из његовог сиромашног детињства, којег се песник често и живо сећао по религиозним процесијама. Зато се већ у његовим првим стиховима, у топлим и згуснутим сликама далматинског пејзажа, јасно оцртавају детаљи сиромашних рибарских насеља, цркава и манастира.
Ујевић је са највише песничке снаге опевао своје мисаоне и емоционалне доживљаје из година Првог светског рата. Та његова поезија представља интимну аутобиографију ратника који је рат провео у потпуној људској потиштености и потлачености. Песник се у годинама ратних ужаса осећао као оковани и понижени себар, па је у таквим мислима и расположењима и опевао како своју личну, тако и општу људску трагику. Али његова сећања ни у ослобођеној земљи нису постала ведрија, па је и тада, као залутали путник и страдалник, горко и болно певао:
И знај да син твој путује
Долином свијета туробном
По трњу и по камењу,
Од немила до недрага,
И ноге су му крваве
И срце му је рањено
Ујевићева „Свакидашња јадиковања“, од кад је написана, остала је да живи и делује као класична песничка творевина о животној пустоши и беспућу читавог низа генерација које су на својим плећима изнеле терет рата, али које ни у ослобођеној домовини нису доживеле радост победе и уједињења. У овој песми најдубљег и најљудскијег животног бола, Ујевић је надахнуто и једноставно опевао погубну једноличност и монотонију сивог живота без стварања и полета:
Горак је вијенац пелина Јер ми је мучно бити слаб,
Мрачан је калеж отрова. Јер ми је мучно бити сам –
Ја вапим жарки илинштак. (кад бих мог`о бити јак)
Кад бих мог`о бити драг –
Но мучно је, најмучније
Бити већ стар, а тако млад!
Међутим, Ујевић ни у оваквим мрачним расположењима у црнилу живота никад није падао у бесповратни очај и резигнацију. У драми његовог песничког бића увек је био и његов пркос свему што спутава човеков живот и снове, и тај пркос му је и давао снаге да се уздигне над болом и очајем. Ако је у његовим првим поратним стиховима душевни бол извирао из још свежих рана што их је рат оставио за собом, Ујевић је временом успевао да те душевне кризе преброди и преболи, да нађе снаге за веру и акцију:
Спокојан сам данас. Још сам јуче псов'о.
Сад хоћу, свјестан у тешкоме ланцу,
Да избјегнем смрти у хајдучком кланцу
И да с душом сања живим своје ново.
Ујевић се грчевито борио са очајањем у себи и у тој борби налазио снаге за нове импулсе и песничке садржаје. Тако мотиви творнице и творничког рада, иако осенчени тугом због једноличности живота, уносе ведрину у његову каснију лирику. Има светлости и у његовој песми „Задржане силе бића“, посвећеној раду и раднику. Тако је почела да проклијава песникова, у рату угашена, вера у живот и сутрашњицу, коју, нажалост, Ујевић није стигао до краја да изрази.

## Дела
За живота су је објавио: 
- Лелек себра (1920),
- Колајна (1926),
- Два главна богумила (1931),
- Недјеља малољетних (1931),
- Ауто на корзу (1931),
- Ојађено звоно (1936),
- Људи за вратима гостионице (1938),
- Скалпел каоса (1938) и
- Жедан камен на студенцу (1954).

### Песме
- Свакидашња јадиковка
- Колајна
- Мисао на њу
- Високи Јаблани
- Одлазак
- Опроштај
- Побратимство лица у свемиру